# Белгородка (Курская область)
Белгородка — деревня в Горшеченском районе Курской области России. Входит в состав Среднеапоченского сельсовета.

## География
Деревня находится в восточной части Курской области, в лесостепной зоне, в пределах юго-западной части Среднерусской возвышенности, преимущественно на правом берегу реки Клещенка, на расстоянии примерно 18 километров (по прямой) к западу от посёлка городского типа Горшечное, административного центра района. Абсолютная высота — 168 метров над уровнем моря.
Часовой пояс
Деревня Белгородка, как и вся Курская область, находится в часовой зоне МСК (московское время). Смещение применяемого времени относительно UTC составляет +3:00.

## Население
| 2002 | 2010 |
| ---- | ---- |
| 135  | ↘131 |

Гендерный состав
По данным Всероссийской переписи населения 2010 года в гендерной структуре населения мужчины составляли 45,8 %, женщины — соответственно 54,2 %.
Национальный состав
Согласно результатам переписи 2002 года, в национальной структуре населения русские составляли 98 % из 135 чел.

## Улицы
Уличная сеть деревни состоит из одной улицы (ул. Полевая).